# Деже Фабіан
Деже Фабіан (угор. Dezső Fábián, 17 грудня 1918 — 6 жовтня 1973) — угорський ватерполіст.
Олімпійський чемпіон 1952 року, срібний призер 1948 року.